# Phyllachora cladii-glomerati
Phyllachora cladii-glomerati är en svampart som beskrevs av Hansf. 1958. Phyllachora cladii-glomerati ingår i släktet Phyllachora och familjen Phyllachoraceae.   Inga underarter finns listade i Catalogue of Life.